# 张自忠
張自忠（1891年8月11日—1940年5月16日），字藎臣，後改藎忱，山東臨清直隸州唐園村人，中華民國陸軍二級上將，原為西北軍系將領，中原大戰後接受中央政府改編，轉任國民革命軍第二十九軍第三十八師師長，曾參與喜峰口戰鬥。
1935年冀察政務委員會成立後，曾先後任察哈爾省主席與天津市市長。
1937年抗戰爆發後，曾代理冀察政務委員會委員長與北平市長，後升任國民革命軍第五十九軍軍長，後升第卅三集團軍總司令兼第五戰區右翼兵團司令，曾參與臨沂保衛戰、徐州會戰、武漢會戰、隨棗會戰與棗宜會戰等。1940年被日军包围于南瓜店，战死，追晋陆军二级上将，为第二次世界大战中盟军阵亡军级最高者。

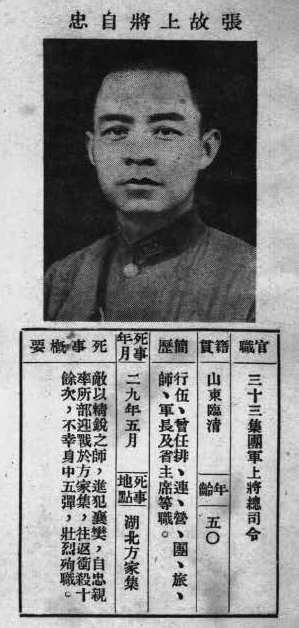
《抗戰軍人忠烈錄》（第一輯）中的張自忠烈士遺像

## 早年經歷
清光緒十七年（1891年）7月7日，張自忠出生於山東省臨清直隸州唐園村。張家為臨清望族，其父張樹桂（字冬榮）曾任江蘇省贛榆縣知縣，1905年卒於任內。張自忠6歲入私塾，後隨父至江蘇，由父親教導。父親過世後隨母扶柩返回臨清，1908年進入臨清高等小學堂就讀，1910年畢業後進入天津市北洋法政學堂，1911年加入中國同盟會，並轉入濟南法政專門學校。
1914年，前往奉天省瀋陽縣。張投效陸軍第三師隨營學校:161。後加入軍籍，投效第二十師第三十九旅第八十七團（團長車震），駐屯在新民屯镇。
1916年，護國戰爭爆發，車震已升為旅長，率第三十九旅至湖南長沙以鎮壓護國軍。當時湖南將軍湯薌銘將第三十九旅擴編為湖南陸軍第一師，師長車震，張自忠被委任為軍官，任師部幕僚。但該師旋即被湖南護國軍第一師擊敗，所部瓦解。張自忠遂改投馮玉祥第十六混成旅，歷任排長、連長、營長等職。

## 中年經歷
1924年，張自忠任團長，參與第二次直奉戰爭。
1926年，任第十五混成旅旅長，入山西與晉綏軍作戰。因戰事不利，恐為其直屬長官、第六師師長石友三所害，遂率部入晉（但並未加入晉軍）。
直到1927年4月，馮玉祥加入國民革命軍北伐序列，改編西北軍為國民革命軍第二集團軍後，張自忠方從山西回歸馮玉祥麾下，任集團軍總部副官處長（總務行政庶務）。1927年底，任第二十八師師長兼第二集團軍軍官學校校長。1928年北伐結束後，任第二十五師師長，該師曾在1929年的全國軍風紀考察中列為全國第一。
1930年中原大戰爆發，張自忠任第六師師長，先後擊敗國民革命軍第四十八師（師長徐源泉）與教導第二師（師長張治中）。西北軍失敗後率第六師殘部入晉追隨馮玉祥。
1931年1月接受張學良節制與改編，西北軍殘部編為東北邊防軍第三軍（後改番號為第二十九軍，軍長宋哲元），張自忠任第三十八師師長。

### 長城戰役至七七事變

#### 喜峰口戰役
當承德於1933年3月4日被日軍占領後，日軍繼續往南佔領長城各隘口。第二十九軍原奉命至冷口接應萬福麟部，但途中即接獲該部已退至喜峰口附近，於是第二十九軍改道至喜峰口阻敵。3月7日，第二十九軍第三十七師（師長馮治安）與國民革命軍第三十八師張自忠在距喜峰口30公里處設立敵前指揮所，3月9日開始雙方在喜峰口周邊激戰，於是張自忠、馮治安，與在喜峰口的第一〇九旅旅長趙登禹商議後，決定進行夜襲。3月11日夜，由趙登禹率領，分三路從日軍後方突襲陣地；由於西北軍的傳統，第二十九軍士兵均配一副大刀，因此突襲隊又稱為大刀隊。該役共殲敵千餘人，此後雙方僵持於喜峰口，日軍一部轉攻羅文峪，於是從第三十七師與第三十八師各抽調一團至羅文峪，歸第二十九軍暫編第二師（師長劉汝明）指揮，再度擊退日軍。
不過當商震部在冷口為日軍突破後，第二十九軍為避免腹背受敵，遂向西南方向退卻。由於在喜峰口與羅文峪等地的戰功，第二十九軍的高級軍官共11人，在1935年7月獲頒青天白日勳章。

#### 冀察政務委員會

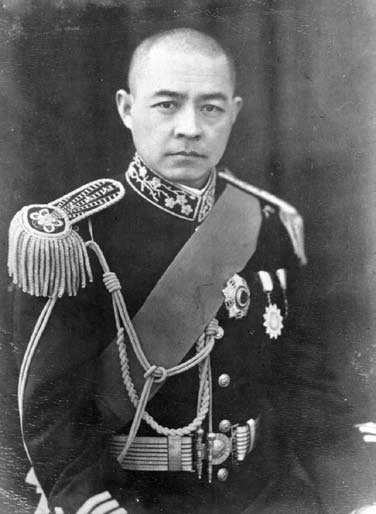
身穿大禮服的張自忠

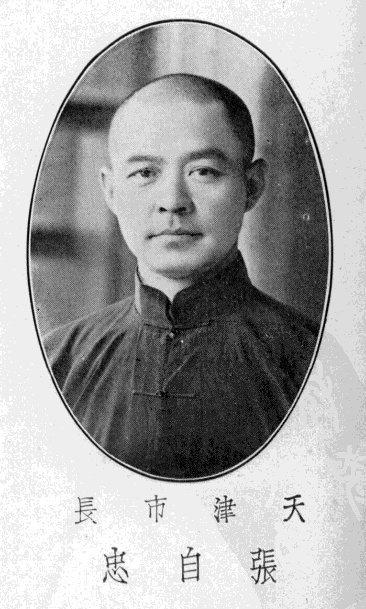
任天津市長的張自忠

長城戰役後，第二十九軍返回山西，後將察哈爾省的抗日同盟軍繳械，全軍移駐察哈爾省，張自忠仍任第二十九軍第三十八師師長，駐宣化。
1934年張自忠率第二十九軍營長以上軍官至廬山參加廬山軍官訓練團，張自忠以第一名結訓。
1935年6月，由於何梅協定，國民政府中央軍退出河北省，於是日軍默許下，第二十九軍進駐平津。12月成立冀察政務委員會，由宋哲元任委員長，張自忠任委員，兼察哈爾省政府主席與第三十八師師長。
1936年6月改任天津市長，第38師亦移防天津。1937年3月，日軍突邀宋哲元訪日。
依日軍駐北平市特務機關部輔佐官寺平忠輔的內部報告所示，是為「如何使宋哲元逃不出我們的掌握，乃是北平特務機關應盡全力的任務。」為減輕日方壓力，宋哲元遂命張自忠率團訪日。從4月23日至5月29日，張自忠訪問了東京、大阪、神戶、奈良、名古屋等地，但日方則宣傳為「代表團在日期間受到各方面熱烈的招待，滿載而歸，每個人都滿臉喜氣，親日氣氛的造成已收到相當效果。」雖然張自忠發表聲明稱僅考察日本工業，但國內輿論並不相信，自始張自忠被視為親日派，甚至是漢奸。
1937年的七七事變爆發後，張自忠與宋哲元均認為日本還不至於對中國發動全面戰爭，但7月17日軍事委員會委員長蔣中正在廬山發表談話，已拒絕對日方做進一步的讓步。7月25日，冀察政務委員會中止對日軍協商，同日日軍發動攻擊，28日第二十九軍軍部被日軍攻破，佟麟閣副軍長與趙登禹師長殉國。於是宋哲元決定將第二十九軍撤到保定，將冀察政務委員會與北平市長都交由張自忠代理，以掩護第二十九軍撤退。张自忠于是成為眾矢之的，全國各大報刊紛紛發表痛斥張自忠的文章，報界一度凡提及必稱「張逆自忠」。待第二十九軍撤出平津之後，張自忠從8月1日試圖逃離北平。8月4日，化装骑自行车逃出北平，:874但一直到9月3日才成功抵達天津，10月10日才在秦德純與張樾的陪同下，在南京市與蔣中正見面，之後張自忠以軍政部中將部附的身份留在南京。中央政府於12月遷至武漢後，才發表張自忠為升任第五十九軍軍長，編入第一戰區戰鬥序列。

### 抗日戰爭

#### 1938年
1938年1月，第五十九軍改由第五戰區節制，任機動預備隊。日軍為打通津浦鐵路，第13師團（師團長荻洲立兵）於1938年1月進攻淮河一線，2月初突破第五十一軍（軍長于學忠）的防線，在淮河北岸建立了橋頭堡。第五十九軍奉命前往救援後，於2月15日抵達前線，對日軍展開攻擊。到22日，日軍在淮河北岸要點小蚌埠被第五十九軍收復，第13師團被迫退回淮河南岸，兩軍遂在淮河一線對峙。
3月，由於日軍第5師團（師團長板垣征四郎）與第三軍團（司令龐炳勳）於多日激戰後相峙於臨沂保衛戰，第五十九軍於3月12日抵達臨沂西郊後，在13日至17日，與24日至30日，會同第三軍團龐炳勳的部隊兩度與日軍第5師團展開戰鬥，最後第5師團被迫往東北撤退。臨沂一戰阻隔了日軍第5師團與第10師團（師團長磯谷廉介），使之無法合流進攻徐州。後第10師團在臺兒莊被重创，是為臺兒莊大捷。張自忠亦因功升第二十七軍團軍團長兼第五十九軍軍長，轄第五十九軍與第九十二軍。
雖然臨沂與臺兒莊兩次戰鬥均獲得勝利，但之後由於日軍華北與華中派遣軍共派出7個師團與兩個獨立旅團，從南、北兩路在5月上旬切斷了徐州西面的交通線，集中於徐州的部隊有被包圍之虞。於是國軍主力於5月18日起往西南撤出徐州，第五十九軍負責斷後。至6月1日，第五十九軍退至許昌後才停止。當武漢會戰於6月11日展開時，第五十九軍在豫南與日軍作戰，直到9月6日奉命至潢川以掩護鄂北部隊的集結。從6日至18日，第五十九軍與日軍第10師團（師團長篠塚義男）展開潢川的爭奪戰。由於日軍從6月16日起對第五十九軍施放毒氣，且在18日切斷了潢川西方的交通線。鑒於已達成掩護的任務，張自忠在19日凌晨下令部隊從潢川西南方突圍。
1938年10月12日，張自忠因功升第三十三集團軍總司令，仍兼第五十九軍軍長。11月13日，張自忠又被任命為第五戰區右翼兵團總司令，所轄部隊除第三十三集團軍外，還包括第二十九集團軍（總司令王纘緒）、第廿八軍團（軍團長劉汝明）、江防軍及若干獨立部隊等，司令部設於荊門龍泉書院。

#### 1939年
1939年3月，由於在京山一役擊退日軍，國民政府加張自忠為二級上將銜，並頒四等寶鼎勳章。4月2日，蔣介石以第三十三集團軍總司張自忠率部與日軍苦戰，屢建奇勳，特電嘉獎:6027。4月3日，第五戰區張自忠部渡襄河圍攻鍾祥，4月5日在城西與日軍激戰斃敵300餘人:6027。5月1日，日軍第11軍（軍長岡村寧次）向襄河以東的隨縣與棗陽進攻。6日，襄河以東陣地為日軍突破，張自忠率第五十九軍渡河，擊退日軍後，在5月10日反而切斷了日軍的交通線，迫使日軍撤退。該役之後定名為隨棗會戰。
12月12日，軍事委員會發動冬季攻勢，以第五與第九兩個戰區為主攻地區。張自忠指揮13個師攻擊日軍第13師團（師團長田中静壹），但由於日軍已經掌握國軍的計畫，於是國軍部隊被迫進攻日軍的既設陣地。雙方在鍾祥、長壽店纏鬥三個星期後，在周碞的第七十五軍支援之下，嚴重損失的日軍才在2月下旬後撤。

#### 1940年
1940年5月1日，日軍為控制長江交通，切斷通往重慶運輸線，且由於日軍冬季攻勢損失嚴重，為消除第五戰區威脅，遂調集6個師團，裝甲與航空大隊，向棗陽與宜昌一線進攻，拉開棗宜會戰序幕。日軍在各戰場均無重要成就，遂分兵兩路冀圖犯中國陪都重慶，一路攻襄河東西兩岸，牽制國軍南下，一路沿長江犯沙市宜昌，動員兵力10萬以上:160。張自忠第三十三集團軍在鍾祥京山斷日軍歸路，以完成合剿兜抄之戰略:160。
5月1日，日軍第3師團（師團長山脇正隆）、第13師團（師團長田中静壹）、第15師團（師團長渡邊右文）、與第39師團（師團長村上啓作）對右翼兵團襄河以東各陣地發動攻擊，以其會師於棗陽。5月3日，右翼兵團長壽店陣地被突破。之後，張自忠決定在5月7日率領第七十四師至河東以增援第三十八師與第一七九師。5月6日，張自忠渡襄河截擊日軍出發前致集團軍副總司令馮治安訣別信：
「仰之我弟如晤：因戰區全面戰事關係及本身之責任，均須過河與敵一拚。現已決定於今晚往襄河東岸進發。到河東後，如能與38D、179D取得連絡，即率該兩部與馬師不顧一切向北進之敵死拼；設若與179D、38D取不上連絡，即帶馬之三個團，奔著我們最終之目標（死）往北邁進。無論作好作壞，一定求良心得到安慰。以後公私，均得請我弟負責。由現在起，以後或暫別或永離，不得而知。專此佈達。小兄張自忠手啟五月六日於快活鋪」
5月8日，日軍第3師團與第13師團會師，第39師團佔領棗陽。5月中旬，張自忠率部渡過襄水，阻截由襄花路向棗陽集中之日軍主力:161。張自忠與第三十八師與第一七九師取得聯繫。於是張自忠在5月11日親率部隊往北追擊（此時張自忠所指揮的部隊共第三十八師、第七十四師、第一七九師、第一八〇師等，與騎兵第九師，共5個師番號，但戰鬥兵力僅2萬人），以求截斷日軍退路。為避免此一結果，日軍第13師團與第39師團便往南正面攻擊張自忠部。5月13日，由於第一七九與第一八〇師為日軍所阻，因此張自忠命第三十八師為左縱隊，接應第一七九師，他親率第七十四師與騎九師4個團為右縱隊，接應第一八〇師；而日軍以第39師團攻擊右縱隊，5月15日，日軍第39師團將張自忠的第七十四師圍於宜城南瓜店十里長山。

## 殉国
1940年5月16日，張自忠率第七十四師與日軍在方家集激戰:161。張自忠部隨身官兵僅2,000人，而日軍步騎在4,000人以上，砲20餘門，遂分左右向張自忠包圍於南瓜店:161。張自忠部官兵在激烈的攻防戰鬥中僅剩1,500餘人。國軍傷亡殆盡，張自忠在槍林彈雨中指揮，肩部已中彈，仍誓不退後，所有官兵均一致以最後生命，爭持南瓜店陣地:161。屬下警衛員谷瑞雪勸其向東南山口撤退，但遭張自忠拒絕並親自到陣前指揮攻擊，身中5彈卻仍不退後。未幾張自忠再中一彈，擬拔槍自盡，為屬下阻止，張自忠終聲竭而殉國:161。張自忠在彌留之際，喃喃說道：「我這樣死，對國家，對長官，對人民，良心平安」後，欲持佩槍自戕，為部下奪槍阻止；日軍隨後在大約16:00時分攻破指揮部，張自忠最終壯烈殉國，其部将张敬少将、洪进田上校、副官马孝堂及麾下之第七十四師官兵亦全部戰死。
日軍把張自忠遺體審認無誤後，在方家集徵調來一口棺木盛殮，並豎木牌，墓碑上書：「支那大將張自忠之墓」；當天深夜，日軍設在漢口之廣播電台插播張自忠陣亡消息。第三十八師師長黃維綱獲報後，組織了一支敢死隊將遺體奪回，5月18日送回集團軍司令部，以上將禮服重殮，經宜昌轉送回重慶。張將軍殉國後，國府明令褒揚特予國葬:161，追晉陸軍二級上將:213。5月28日，靈柩抵達重慶，蔣介石率軍事委員會的高級將領與國民政府五院院長親臨致祭，蔣介石撫棺痛哭。之後蔣委員長親題「英烈千秋」石碑，樹立於山麓，以示永遠的悼念。從此，一代英魂長眠於梅花山下，留給世人無限的懷念與景仰。

## 榮譽和紀念

### 紀念
- 張自忠出生地(1891)︰山東省聊城市臨清市唐園鎮唐園村（清山東省臨清直隸州唐園村）
- 張自忠舊居(1935-1937)：北京市西城區西長安街街道府右街丙27號（原西椅子胡同15號）（位於自忠小學院內）
- 張上將自忠殉國處(1940)︰湖北省襄陽市宜城市板橋店鎮羅屋村十里長山上（民國湖北省宜城縣方家集）
- 張自忠墓(1940.11.16)︰重慶市北碚區北温泉街道梅花村天生路與將軍路交匯處 北碚到青木關公路側梅花山
- 北京市西城區自忠小學(1948)︰北京市西城區西長安街街道府右街丙27號
- 自忠(1951)︰臺灣省嘉義縣阿里山鄉中山村與南投縣信義鄉交界。舊名九欑仔頭，海拔約2280公尺，臺18線95.5公里處。1934年隨阿里山林業開發而開始發展，以臺灣總督兒玉源太郎之名取為「兒玉」。1951年10月27日，蔣中正前往阿里山視察，於一制高點發現該地頗似張自忠的戰亡地，故以其名命名該地。

### 褒揚
1940年7月7日，國民政府明令褒揚故陸軍上將、第三十三集團軍總司令張自忠，令稱張自忠:6329：「國民政府令：陸軍上將第三十三集團軍總司令張自忠，久膺軍寄，夙著忠貞，盧溝橋事變後，轉戰前方，屢建奇勳，方冀干城永寄，翊成復興大業，乃以鄂中戰役，親當前鋒，抱成仁取義之決心，奮勇截敵，重創喋血，猶復猛進不已，並諄諄以效忠國家民族雪耻復仇勖勉部眾，終因傷重殉職，全軍感痛，政府追懷壯烈，軫悼良深，應予明令褒揚交軍事委員會從優議卹，生平事蹟，存備宣付國史館，以示國家篤念忠勳之至意，此令。」:21211月16日，故陸軍上將張自忠靈櫬移厝重慶北碚新建墓地，是日舉行移靈典禮，蔣介石親臨主祭，馮治安及重慶軍政高級長官均前往致祭:6415。
1940年8月15日，延安各界千餘人舉行追悼張自忠、陳安寶、鄭作民、鍾毅將軍大會，朱德、蕭勁光、王若飛、王稼祥、王明等到會，毛澤東送「盡忠報國」輓詞:6351。

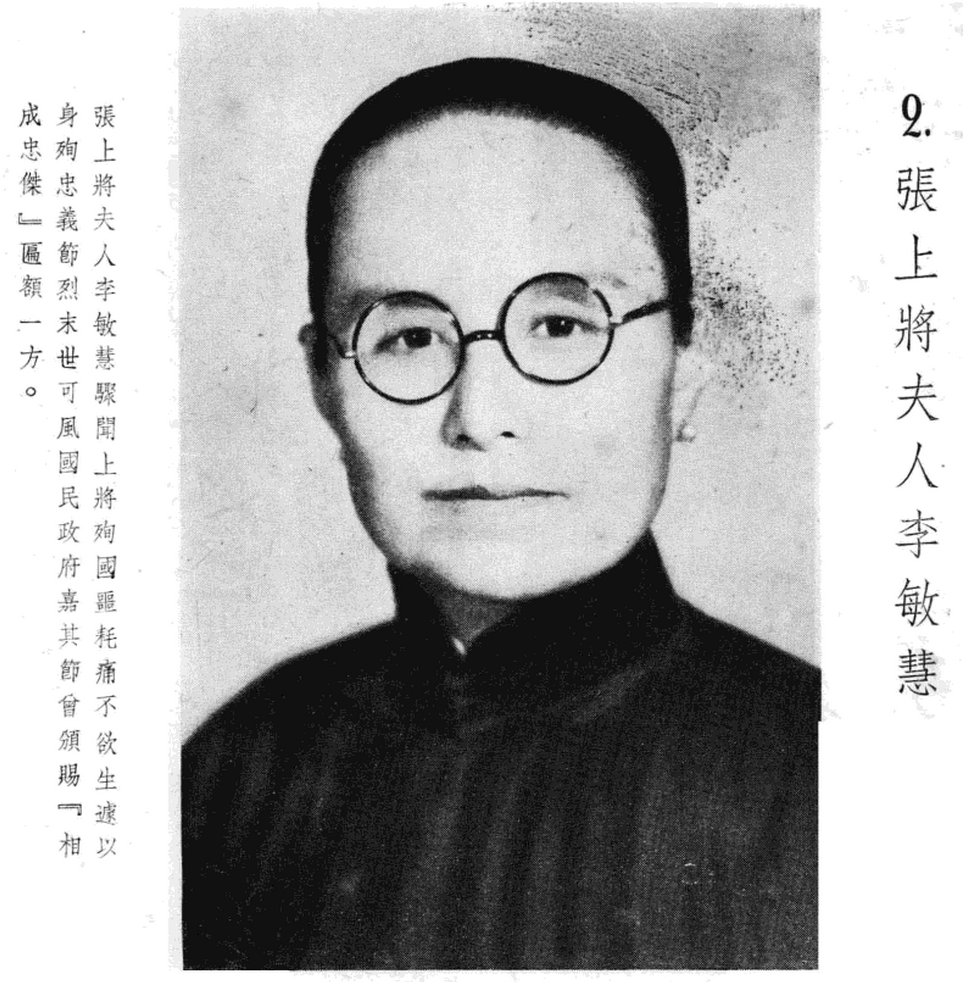
張自忠夫人李敏慧

1942年12月31日，國民政府明令將抗戰殉職將領張自忠入祀全國忠烈祠:7021。1944年8月10日，國民政府令改湖北宜城縣為自忠縣（今宜城市），以紀念故陸軍上將張自忠將軍:7496。1945年2月10日，國民政府決定將湖北省宜城縣改名自忠縣，以紀念抗日之張自忠將軍:7658。張自忠殉國年五十，遺有二子一女，妻李氏，因病在上海療養:161。張自忠與夫人李敏慧在1908年結婚。育有二子張廉珍、張廉静和一女張廉云。張夫人後於上海因癌症過世，國民政府特頒「相成忠傑」匾額以嘉節行。
1946年，張自忠獲國府頒榮字第一號榮哀狀。1947年3月13日，北平市政府颁令，将铁狮子胡同改为张自忠路，該路名沿用至今。天津市和平区海河西岸有张自忠路，上海和武漢亦有张自忠路以示紀念。5月10日，國民政府明令國葬國民政府故委員蔡元培、故陸軍上將張自忠:8352。
1951年，蔣介石至台灣阿里山視察，發現該區有一紀念台灣總督兒玉源太郎之地名「兒玉」，更名為自忠。1974年，臺灣中央電影公司將張自忠事蹟改編成電影《英烈千秋》，由柯俊雄飾演張自忠。臺灣桃園市中壢區有自忠街、自忠二街和自忠三街，以紀念張自忠將軍。台7線上有紀念他的「自忠橋」。
1982年4月16日，中华人民共和国民政部追认張自忠為革命烈士。2010年5月16日，重慶市舉行儀式紀念张自忠將軍殉國70週年。

2007年10月，北京地铁5号线张自忠路站启用，该车站北站厅非付费区立张自忠半身像，不时有人献花纪念。
2014年9月3日，習近平在紀念中國人民抗日戰爭暨世界反法西斯戰爭勝利69周年座談會上的講話：「楊靖宇、趙尚志、左權、彭雪楓、佟麟閣、趙登禹、張自忠、戴安瀾等一批抗日將領，八路軍『狼牙山五壯士』、新四軍『劉老莊連』、東北抗聯八位女戰士、國民黨軍『八百壯士』等眾多英雄群體，就是中國人民不畏強暴、以身殉國的傑出代表。正所謂『誠既勇兮又以武，終剛強兮不可凌。身既死兮神以靈，魂魄毅兮為鬼雄』。」:133

## 言辭
|          | 軍人就是要不怕死，並且要光榮的為國而死 |
| ——張自忠 |                                        |

張自忠《滿江紅》：「我死國生，從容去，國殤民慟。回首處，家山還遠，高堂難奉。一縷忠魂行去緩，十萬百姓沿江送。誰堪比，榮辱一肩擔，國為重。
蘆溝血，宛平痛；淝水烈，臨沂勇。憑軍魂赤膽，阻敵狂縱。身後幾回燃戰火，碑前數度梅花凍。看今日，有大好河山，英名共。」

## 其他
據說張自忠治軍嚴謹，士兵違反軍紀會使用「軍棍」處罰。但同時他也有「八不打」的主張，即「長官生氣時不打、士兵太過勞累不打、新兵不打、初次犯過者不打、有病者不打、天氣過冷過熱時不打、飯飽及飢餓時不打、哀愁落淚時不打」。